# Sprengel Ostfriesland-Ems
Der Sprengel Ostfriesland-Ems (bis 2013 Sprengel Ostfriesland) ist einer von sechs nicht selbständigen Unterbezirken der Evangelisch-lutherischen Landeskirche Hannovers, die sich in die Sprengel Hannover, Hildesheim-Göttingen, Lüneburg, Osnabrück, Ostfriesland-Ems und Stade unterteilt.

## Geographie
Der Sprengel Ostfriesland-Ems liegt im äußersten Westen Niedersachsens und der Hannoverschen Landeskirche. Er grenzt an die Nordsee, im Westen an die Protestantse Kerk in Nederland, im Süden an die Evangelische Kirche von Westfalen und im Osten an den Sprengel Osnabrück und die Evangelisch-Lutherische Kirche in Oldenburg.
Das Gebiet des Sprengels entsprach bis zu der von der Landessynode im November 2006 zum 1. Juli 2007 beschlossenen Sprengel-Strukturreform den alten Grenzen Ostfrieslands bzw. des Regierungsbezirks Aurich, also in etwa dem der Landkreise Aurich, Leer und Wittmund sowie der kreisfreien Stadt Emden mit einer Fläche von ca. 3200 km². Gegenüber der Oldenburgischen Landeskirche hat der alte wie der neue Sprengel die territorialen Änderungen der Gemeindereformen in der zweiten Hälfte des zwanzigsten Jahrhunderts nicht mitvollzogen. So kommt es, dass der westliche Teil der Gemeinde Sande im Landkreis Friesland – das alte Amt Gödens – kirchlich zum Sprengel Ostfriesland-Ems gehört, die Kirchengemeinde Idafehn in der Gemeinde Ostrhauderfehn im Landkreis Leer jedoch zur Oldenburgischen Landeskirche.
Mit Wirkung vom 1. Juli 2007 wurde der Sprengel Ostfriesland flächenmäßig stark vergrößert: der Kirchenkreis Emsland-Bentheim im Sprengel Osnabrück wurde umgegliedert. Er umfasst das Gebiet der Landkreise Emsland und Grafschaft Bentheim. Wohnten im bisherigen Sprengelgebiet überwiegend evangelisch-lutherische Gemeindeglieder, so ist dies im neu dazu gekommenen Kirchenkreis anders: die Grafschaft Bentheim wird von überwiegend evangelisch-reformierten Gemeindegliedern bewohnt, im Emsland dagegen ist die römisch-katholische Kirche am stärksten. Am 29. November 2013 beschloss die 24. Landessynode der Evangelisch-lutherischen Landeskirche Hannovers, dass der Sprengel Ostfriesland nun „Sprengel Ostfriesland-Ems“ heißt.

## Geschichte
Die Reformation in der Prägung durch Martin Luther hielt unter dem ostfriesischen Grafen Edzard I. (dem Großen) Einzug, der durch Luthers Schriften persönlich für die neue Lehre gewonnen werden konnte und seinen Untertanen Glaubens- und Lehrfreiheit gewährte.
Aber noch ehe die Wittenberger Botschaft das ganze Land erobert hatte, drang die reformierte Lehre Zwinglis vom Rhein her in Ostfriesland ein. Georg Aportanus (Jürgen van der Döre) verkündete sie in Emden und gründete dort eine große Stadtgemeinde.
Graf Edzards Sohn und Nachfolger Enno II. schwankte zwischen der lutherischen und der reformierten Lehre. Im Laufe der Zeit stellte sich heraus, dass weder die lutherische noch die reformierte Lehre die andere verdrängen konnte. Im Allgemeinen waren die Fürsten lutherisch und die ihnen widerstrebenden Stände unter Emdens Führung, gestützt auch auf die Niederlande, reformiert. 1599 schlichteten die Emder Konkordate den Streit zwischen den Konfessionen.
Es blieb über all die Jahre hinweg bei dem Nebeneinander der beiden evangelischen Konfessionen. 1744 übertrug die preußische Obrigkeit die Aufsicht über die reformierten Kirchengemeinden dem vornehmlich lutherisch besetzten Auricher Konsistorium, das 1643 gegründet worden war. Unfreiwillig verbunden erstritten die Reformierten bis 1766 eine paritätisch lutherisch-reformierte Besetzung der Posten im Konsistorium. Dabei beaufsichtigten die lutherischen Mitglieder im Konsistorium die Gemeinden des Augsburgischen Bekenntnisses, die reformierten Mitglieder im Konsistorium führten als Moderamen Aufsicht über die Kirchengemeinden der Reformierten.
Einen wirksamen Impuls zum Miteinander beider Konfessionen gab die Erweckungsbewegung. So hieß es 1893 in der Satzung der „Evangelischen Missionsgesellschaft“: „In Ostfriesland besteht eine beiden evangelischen Konfessionen angehörende Gesellschaft“. Auch die Gründung der „Ostfriesischen Bibelgesellschaft“ im Jahre 1838 war eine Frucht der Erweckungsbewegung und trug zur Annäherung beider Konfessionen bei. Und so verwirklicht die gemeinsame Wahrnehmung kirchlicher Verantwortung sich heute in der gemeinsamen Trägerschaft verschiedener Arbeitsstellen und Dienste sowie Initiativen.
Ab 1815 zum Königreich Hannover gehörig bildeten die lutherischen Kirchengemeinden Ostfrieslands eine provinziale lutherische Kirche, anfangs geleitet durch den aus preußischer Zeit übernommenen Generalsuperintendenten Johann Peter Andreas Müller. Die lutherischen Kirchen der hannoverschen Landesteile wurden erst 1865 zur Evangelisch-lutherischen Landeskirche Hannovers zusammengeschlossen. Darin bildeten die lutherischen Kirchengemeinden Ostfrieslands die Generaldiözese Aurich mit dem Auricher Konsistorium, das anders als sonst in der Landeskirche nicht rein lutherisch besetzt wurde. Die interkonfessionelle Zusammenarbeit endete auch nicht, als das Konsistorium zugleich Leitungsorgan der 1882 neu gebildeten Evangelisch-reformirten Kirche der Provinz Hannover wurde, die die meisten hannoverschen reformierten Kirchengemeinden zu einer eigenen Landeskirche verband. 1922 wurde das Konsistorium rein reformiert, für ostfriesische Lutheraner war nunmehr das lutherische Landeskonsistorium in Hannover zuständig. Die neue Verfassung der reformierten Landeskirche von 1925 wandelte das Konsistorium ins neue reformierte Landeskirchenamt um. Die Generaldiözese Aurich wurde 1936 in Sprengel Ostfriesland umbenannt.
Aus dem Nebeneinander ist in Ostfriesland ein Miteinander geworden – auch wenn heute dort deutschlandweit in einzigartiger Weise die 267.000 Lutheraner und 90.000 Reformierten in zwei getrennten Landeskirchen organisiert sind, die beide Gliedkirchen der Evangelischen Kirche in Deutschland sind: die lutherische Landeskirche Hannovers und die Evangelisch-reformierte Kirche.

## Struktur
Zum Sprengel Ostfriesland-Ems gehören die sechs Kirchenkreise Aurich, Emden-Leer, Emsland-Bentheim, Harlingerland (Esens), Norden und Rhauderfehn (Westrhauderfehn), die sich in 153 Kirchen- und Kapellengemeinden mit 208 Pastorinnen und Pastoren untergliedern. Dort wohnen etwa eine Million Menschen, von denen 45 Prozent zur evangelisch-lutherischen Kirche gehören dürften.
Im Gebiet des Sprengels Ostfriesland-Ems bestehen als Gegenüber der sechs Kirchenkreise seitens der reformierten Kirche die fünf Synodalverbände I, IV, Grafschaft Bentheim, Emsland-Osnabrück und Rheiderland, seitens der römisch-katholischen Kirche (Bistum Osnabrück) die sieben Dekanate Aschendorf, Bentheim, Freren, Haren, Hümmling, Lingen, Meppen und Ostfriesland.

## Regionalbischöfliches Büro (bis 31. Dezember 2019: Landessuperintendentur)

### Leitung

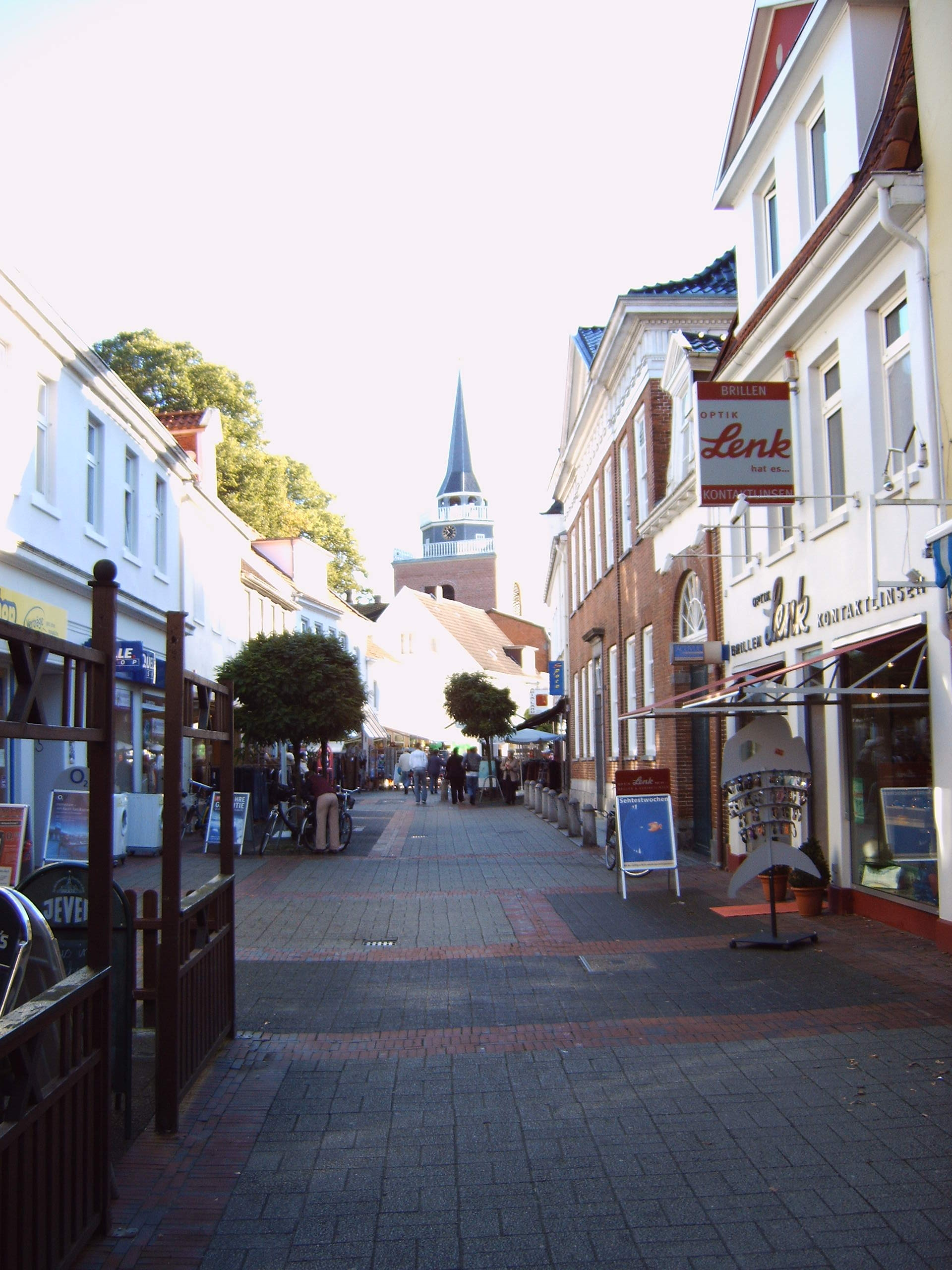
Fußgängerzone in Aurich mit Blick auf die Lambertikirche

Die Leitung des Sprengels liegt im Regionalbischöflichen Büro bis 31. Dezember 2019 Landessuperintendentur, bis 2007 in Aurich, im Rahmen der Strukturreform nach Emden verlegt.
Von dort aus werden bischöfliche Aufgaben wahrgenommen, die von der Bischofskanzlei in Hannover alleine schon aus Entfernungsgründen delegiert werden. Seit 2020 lautet die Bezeichnung für den Amtsinhaber oder die Amtsinhaberin Regionalbischof oder Regionalbischöfin, bis 31. Dezember 2019 Landessuperintendent oder Landessuperintendentin.
Die Service Agentur der Landeskirche übernimmt Aufgaben der Verwaltung für das Regionalbischöfliche Büro.
Predigtkirche war bis 2007 die Lambertikirche in Aurich, seither ist es die Martin-Luther-Kirche in Emden.
Die Regionalbischöfinnen und Regionalbischöfe der sechs Sprengel bilden zusammen mit dem Landesbischof den Bischofsrat der Landeskirche Hannovers.

### Landessuperintendenten
- Carl Theodor Elster (1936–1947)
- Wilhelm Büning (1948–1953)
- Richard Siefken (1954–1966)
- Gerhard Meyer (1966–1976)
- Werner Schröder (1976–1988)
- Volker Jürgens (1989–2001)
- Oda-Gebbine Holze-Stäblein (2001–2007)
- Detlef Klahr (2007–2020)

### Regionalbischöfe
- Detlef Klahr (2020–2023)
- Sabine Schiermeyer (seit 2024)

## Sprengelbeirat
Dem Landessuperintendenten/Regionalbischof steht der Sprengelbeirat zur Seite, dessen zwölf Mitglieder aus allen Kirchenkreisen des Sprengels kommen.

## Ephorenkonvent
Die leitenden Geistlichen der Kirchenkreise, die Superintendenten, bilden den Ephorenkonvent des Sprengels. Einer dieser Amtsinhaber ist zugleich Stellvertreter des Regionalbischofs.

## Sprengeldienste
Der Sprengel Ostfriesland bietet den Gemeinden und den Gemeindegliedern seines Gebietes mannigfache Dienste an:
- Arbeitsstelle für Evangelische Religionspädagogik Ostfriesland
- Evangelisches Bildungszentrum Potshausen
- Evangelische Jugend im Sprengel Ostfriesland-Ems
- Kindertagesstätten-Fachberatung
- Kirche und Schule
- Kirchenmusik
- Lektoren- und Prädikantendienst
- Service Agentur:
  - Frauenarbeit,
  - Männerarbeit
  - Kirche im Tourismus, Region Nord
- Evangelische Erwachsenenbildung (EEB), Emsland-Bentheim
- Kloster Frenswegen – Ökumenische Bildungsstätte
- Notfallseelsorge
- Pastoralpsychologischer Dienst
- Posaunenarbeit, Landesposaunenwart

## Sprengelmitglieder der Landessynode
Der Sprengel Ostfriesland entsendet zehn Mitglieder in das höchste parlamentarische Gremium der Landeskirche Hannovers, in die Landessynode.
Derzeitige Landessynodale sind:
1. Daniel Aldag (Kirchenkreis Emden-Leer)
2. Christian Cordes (Kirchenkreis Harlingerland)
3. Gunda Dröge (Kirchenkreis Emsland-Bentheim)
4. Ruben Grüssing (Kirchenkreis Rhauderfehn)
5. Kea Irmer (Kirchenkreis Aurich)
6. Silke Kahmann (Kirchenkreis Aurich)
7. Pastorin Cathrin Meenken (Kirchenkreis Aurich)
8. Bettina Siegmund (Kirchenkreis Emden-Leer)
9. Ulf Thiele (Kirchenkreis Rhauderfehn)
10. Hinrich Tjaden (Kirchenkreis Aurich)

## Weblink
- Homepage des Sprengels Ostfriesland-Ems